# Ghost Rider (película)
Ghost Rider (titulada: Ghost Rider: El vengador fantasma en Hispanoamérica y Ghost Rider: El motorista fantasma en España) es una película de superhéroes sobrenatural del 2007 escrita y dirigida por Mark Steven Johnson, el director de Daredevil. Basado en el personaje del mismo nombre que apareció en los Cómics de Marvel, la película está protagonizada por Nicolas Cage como Johnny Blaze con papeles secundarios realizados por Eva Mendes, Wes Bentley, Sam Elliott, Donal Logue, Matt Long y Peter Fonda. La película fue recibida con críticas negativas, pero fue un éxito en la taquilla. A pesar de sus críticas negativas, la película logró conseguir un gran número de seguidores.
Su secuela, Ghost Rider: Espíritu de Venganza, fue lanzado el 17 de febrero de 2012.

## Argumento
En la época del Viejo Oeste del siglo XIX, un poderoso demonio llamado Mefistófeles envió a su cazarrecompensas de los condenados llamado el Ghost Rider, a recuperar el contrato de San Venganza, un poderoso y maligno contrato que tiene bajo su poder mil almas malditas. Pero al ver que el contrato le daría a Mefistófeles el poder de traer el infierno a la Tierra, el Vengador se negó a entregarlo y huyó con el contrato.
En 1986, un adolescente llamado Johnny Blaze es parte de un show de acrobacias en motocicleta fundado por su padre, pero su sueño es compartir su vida con Roxanne Simpson, su novia, con quien piensa huir del pueblo hasta que se entera que su padre ha sido diagnosticado con cáncer terminal. Mefistófeles se presenta y le ofrece curar a su padre a cambio de su alma; a la mañana siguiente, Johnny descubre que su padre está curado, pero muere más tarde en un accidente de acrobacias. Johnny acusa a Mefistófeles de causar la muerte de su padre, pero Mefistófeles considera cumplida su parte del contrato y promete volver a ver a Johnny cuando reclame su alma. En lugar de huir con su novia, Johnny se marcha solo.
En el presente Johnny, convertido en un famoso acróbata en motocicleta capaz de realizar proezas imposibles para cualquier otro, se encuentra con su exnovia Roxanne, ahora reportera, justo antes de saltar un campo de fútbol sobre helicópteros Blackhawk con las aspas girando y tras su acto, la convence de cenar juntos. Mientras tanto, Blackheart, el hijo de Mefistófeles, llega a la Tierra y busca la ayuda de Los Ocultos, tres ángeles caídos unidos a los elementos del aire, la tierra y el agua, para encontrar el contrato perdido de San Venganza.
Antes de ir a la cita con Roxanne, Johnny es interceptado por Mefistófeles, quien lo transforma en su nuevo Ghost Rider y ofrece devolverle su alma si derrota a su hijo. Johnny se ve transformado en un esqueleto llameante que enfrenta y mata a Gressil, el ángel de la tierra para luego atacar a un asaltante al cual le quema el alma con solo mirarlo a los ojos, tras esto se dedica a vagar por la ciudad hasta llegar a un viejo cementerio local. Al día siguiente, conoce allí a un hombre llamado el Conserje, quien conoce la historia del Ghost Rider. Le asegura a Johnny que lo sucedido fue real y que volverá a ocurrir, especialmente de noche, cuando está cerca de un alma maligna, también le explica que lo que usó en el asaltante es la Mirada del Castigo, un poder que usa el dolor que los pecadores han causado a otros para incinerar sus almas.
En casa, Johnny intenta controlar sus poderes cuando Roxanne, molesta por haber sido plantada, lo encara antes de irse de la ciudad, y Johnny se revela como el cazarrecompensas del Diablo, pero ella no le cree. Johnny termina en prisión por los asesinatos que Blackheart cometió debido a que su matrícula fue descubierta en la escena de un crimen. En la comisaría, varios criminales deciden golpearlo por diversión, provocando que se transforme y escape, tras lo cual localiza y mata al ángel del aire Abigor ante Roxanne, pero antes de poder reunirse con ella se ve obligado a escapar de la policía. 
Tras recuperar el control regresa con el Conserje, quien le habla de su predecesor, Carter Slade, un Ranger de Texas que pactó para salvarse de la horca tras volverse corrupto y que es quien ocultó el contrato de San Venganza. El Conserje le cuenta que San Venganza originalmente era un pueblo común con gente normal, pero Mefistófeles tentó y corrompió a todos sus habitantes, quienes eventualmente se mataron entre sí y el contrato otorga poder sobre las mil almas de sus habitantes, cosa que Blackheart desea para volverse el demonio mas poderoso.
Una vez en su casa, Johnny descubre que Blackheart ha asesinado a su amigo Mack y ha tomado a Roxanne como rehén, con la intención de matarla si no entrega el contrato. Johnny intenta usar la Mirada de Castigo en Blackheart, pero resulta ineficaz ya que no tiene alma. Blackheart luego le ordena que recupere el contrato y se lo lleve a las ruinas de San Venganza.
Johnny regresa con el Conserje exigiéndole el contrato para salvar a Roxanne. El Conserje revela que está escondido dentro de una pala, diciéndole a Johnny que es más fuerte que sus predecesores porque vendió su alma por amor en lugar de codicia, antes de entregárselo. El Conserje se transforma en un Ghost Rider entonces, revelando que en realidad es Carter Slade. Tras esto lo guía a San Venganza y le regala su escopeta antes de despedirse y, tras librarse de la maldición, se desvanece mientras se aleja.
Tras matar al ángel del agua Wallow, Johnny le entrega el contrato a Blackheart y se transforma para someterlo, pero queda indefenso al amanecer. Usando el contrato, Blackheart absorbe las mil almas y nombrándose Legión, intenta matar a Johnny, quien a su vez le dispara a Blackheart con la escopeta manteniéndola en la sombra para potenciarla con su poder. Manteniendo su cuerpo en la sombra, se transforma de nuevo y usa su Mirada de castigo para acabar con Blackheart, quien ahora que poseía mil almas era vulnerable a su poder. 
Mefistófeles aparece y declara que el contrato está completo, ofreciendo anular la maldición, pero Johnny, decidido a no permitir que nadie más haga otro trato, se niega a entregar sus poderes declarando que los usará contra el demonio y contra todo lo que dañe a los inocentes. Furioso, Mefistófeles jura hacerle pagar y desaparece con el cuerpo de Blackheart. Roxanne le dice a Johnny que tiene una segunda oportunidad y lo besa. Johnny se marcha en su motocicleta, preparándose para su nueva vida como el Ghost Rider.

## Reparto
| Actor              | Personaje                  | Descripción |
| ------------------ | -------------------------- | --- |
| Nicolas Cage       | Johnny Blaze / Ghost Rider | Un motociclista, que es engañado para hacer un trato con el Diablo pensando que salvará a su padre de la muerte del cáncer y posteriormente, se transforma en un cazador de almas demoníaco sobrenatural, el Espíritu de Venganza del Diablo, el Vengador Fantasma. A medida que continúa su trabajo para Mefistófeles, él caza a los demonios que han escapado del infierno y trata de buscar una forma de como vengarse de Mefistófeles por engañarlo.                                        |
| Matt Long          | Joven Johnny Blaze         | Un motociclista, que es engañado para hacer un trato con el Diablo pensando que salvará a su padre de la muerte del cáncer y posteriormente, se transforma en un cazador de almas demoníaco sobrenatural, el Espíritu de Venganza del Diablo, el Vengador Fantasma. A medida que continúa su trabajo para Mefistófeles, él caza a los demonios que han escapado del infierno y trata de buscar una forma de como vengarse de Mefistófeles por engañarlo.                                        |
| Eva Mendes         | Roxanne Simpson            | El interés amoroso de la infancia de Johnny y actual novia que es reportera. |
| Raquel Alessi      | Joven Roxanne Simpson      | El interés amoroso de la infancia de Johnny y actual novia que es reportera. |
| Wes Bentley        | Blackheart / Legión        | El hijo ilegítimo de Mefistófeles, que quiere usar el Contrato de San Venganza para desatar el Infierno en la Tierra. |
| Sam Elliott        | Carter Slade / Cuidador    | Es el antiguo Vengador Fantasma del siglo XIX que ha estado vagando por el mundo en espera que Dios le de una segunda oportunidad por sus errores pasados, funge como el cuidador de un cementerio y el guardián del Contrato de San Venganza, donde también sirve de aliado y mentor para Johnny como el nuevo Vengador. |
| Donal Logue        | Mack                       | Un miembro del equipo de Johnny y su propio empresario. |
| Peter Fonda        | Mefistófeles / El Diablo   | Un poderoso demonio, con quien Johnny hizo un trato, bajo engaño, firmando un contrato para salvar al padre de este último del cáncer. Sin embargo Mefistófeles provoca que el padre de Blaze muera al día siguiente en un accidente de motociclismo durante una acrobacia. Mefistófeles está en busca de su hijo ilegítimo, Blackheart, que busca derrocarlo. Los dos corren en busca del Contrato de San Venganza, un misterioso y oscuro contrato que contiene a más de 1000 almas malditas. |
| Brett Cullen       | Barton Blaze               | El fallecido padre de Johnny y expiloto de motociclismo. |
| David Roberts      | Jack Dolan                 | Un capitán de la policía. |
| Laurence Breuls    | Gressil                    | Un ángel caído con poderes terrestres y uno de los secuaces de Blackheart. |
| Daniel Frederiksen | Wallow                     | Un ángel caído con poderes a base del agua y uno de los secuaces de Blackheart. |
| Mathew Wilkinson   | Abigor                     | Un ángel caído con poderes basados en el aire y uno de los secuaces de Blackheart |
| Rebel Wilson       | Joven en el callejón       | |

## Producción
En mayo de 2000 en el Festival de Cine de Cannes, Marvel Comics anunció un acuerdo con Crystal Sky Entertainment para una película de Ghost Rider con el actor Jon Voight como productor adjunto. La producción estaba programada para comenzar a principios de 2001 con un presupuesto de $ 75 millones, con el actor Johnny Depp expresando interés en el papel principal.
En julio de 2000 Stax de IGN revisó un borrador del guion de Ghost Rider escrito por David Goyer. La versión del script se encuentra en Luisiana. Stax consideró que la revisión era complicada, y sugirió que Goyer reescribiera la trama y el desarrollo de los personajes.
El mes de agosto siguiente, Dimension Films se unió con Crystal Sky para cofinanciar la película, que sería escrita por David S. Goyer y dirigida por Stephen Norrington. En junio de 2001, el actor Nicolas Cage entró en negociaciones para representar el papel principal de Ghost Rider, y en julio, había cerrado un acuerdo con el estudio. Según el productor Steven Paul, Cage se había enterado de que Depp era una posibilidad para el papel y contactó con el director para expresar su interés propio, siendo un fan ávido de Ghost Rider.
En agosto del año siguiente, Norrington abandonó el proyecto debido a problemas de agenda, dejando a filmar la película de acción Tick Tock protagonizada por Jennifer López. Cage finalmente abandonó el proyecto también. En mayo de 2002, el estudio Columbia Pictures trató de adquirir derechos sobre la película de Turnaround de Dimension Films tras el éxito de Spider-Man. En abril de 2003, en virtud de Columbia Pictures, el director Mark Steven Johnson se hizo cargo del timón para Ghost Rider con Cage como protagonista. Ambos habían sido atraídos por un guion escrito por el guionista Shane Salerno. Johnson, reescribir el guion de Salerno, estaba a punto de empezar la producción de Ghost Rider a finales de 2003 o principios de 2004. Con la producción retrasada hasta octubre de 2003, Cage tomó un permiso de ausencia temporal para filmar The Weather Man. La producción de Ghost Rider estaba tentativamente programada para comenzar en mayo o junio de 2004.
Ghost Rider se había retrasado otra vez para comenzar a finales de 2004, pero la falta de un guion viable continuó retrasando la producción. En enero de 2005, el actor Wes Bentley fue elegido como el villano Blackheart, después de haber sustituido a Johnson por Colin Farrell, que había trabajado con el director en Daredevil. La actriz Eva Mendes fue elegida también como Roxanne Simpson. El 14 de febrero de 2005, Ghost Rider comenzó el rodaje en Australia en el Melbourne Docklands Film Studio. Luego, en marzo de 2005, el actor Peter Fonda (protagonista de Easy Rider) fue elegido como el villano Mefistófeles. Johnson había previsto inicialmente una audiencia en el Telstra Dome para la película, pero en cambio optó por crear una multitud utilizando imágenes generadas por ordenador. El director también rodó la película en el Motorway District de Melbourne. En junio de 2005, el rodaje se había terminado para Ghost Rider, fijándose un comunicado para el verano de 2006. En abril de 2006, el reparto y el equipo realizó regrabaciones de última hora en Vancouver. Ghost Rider fue originalmente programada para su lanzamiento el 4 de agosto de 2006, pero la fecha fue trasladada tres semanas antes, al 14 de julio de 2006. Sony cambió la fecha del lanzamiento de la película una vez más al 16 de febrero de 2007 para ayudar a aliviar al estudio del atestado calendario de 2006.

## Banda sonora
En diciembre de 2005, el compositor musical Christopher Young fue designado para componer la banda sonora musical de la película Ghost Rider. Además, la banda Spiderbait, con la que hizo buenas amistades Johnson durante las tomas realizadas en Australia, fue designada para realizar la música de los créditos finales, "Ghost Riders in the Sky".
Track

Todas las canciones escritas y compuestas por Christopher Young. 
| N.º | Título                            | Duración |  |
| 1.  | «Ghost Rider»                     | 3:16     |  |
| 2.  | «Blackheart Beat»                 | 3:06     |  |
| 3.  | «Artistry in Death»               | 4:13     |  |
| 4.  | «A Thing for Karen Carpenter»     | 2:01     |  |
| 5.  | «Cemetery Dance»                  | 5:31     |  |
| 6.  | «More Sinister Than Popcorn»      | 5:40     |  |
| 7.  | «No Way to Wisdom»                | 2:15     |  |
| 8.  | «Chain Chariot»                   | 6:18     |  |
| 9.  | «Santa Sardonicus»                | 3:36     |  |
| 10. | «Penance Stare»                   | 5:26     |  |
| 11. | «San Venganza»                    | 3:22     |  |
| 12. | «Blood Signature»                 | 2:08     |  |
| 13. | «Serenade to a Daredevil's Devil» | 1:53     |  |
| 14. | «Nebuchadnezzar Phase»            | 5:52     |  |
| 15. | «The West Was Built on Legends»   | 3:59     |  |

## Liberación

### Promoción
- En mayo de 2005, Sony Pictures lanzó el sitio web oficial de Ghost Rider.[3]
- En el mes de julio, el estudio presentó un panel de Ghost Rider en el Comic-Con International y proyectó un corto para el público.[4] El teaser, que no había aglutinado todas las imágenes de la película, con el tiempo se filtró en Internet.[5] En el mismo mes, Majesco Entertainment Company anunció su acuerdo con Marvel para adquirir los derechos mundiales y producir el videojuego Ghost Rider para PS2, PSP y consolas Game Boy Advance.[6]
- En diciembre de 2005, el estudio presenta un primer vistazo de Ghost Rider en una pieza de material de archivo de diez segundos en el sitio oficial.[7]
- En abril de 2006, Sideshow Collectibles anunció la venta de una maqueta de Ghost Rider basado en el concepto de arte de la película.[8]
- El mes de mayo siguiente, tráileres nacionales e internacionales de Ghost Rider se lanzaron en Apple.[9]
- Ghost Rider también fue proyectado en un anuncio publicitario de Jackson Hewitt Tax Services en el que el personaje presentaba sus formularios de impuestos para recibir un cheque de reembolso rápido.
- Sony Pictures Home Entertainment lanzó la película el 12 de junio de 2007 a través de un DVD, dos discos Extended Cut DVD, un disco Blu-ray y un UMD. Las características especiales de la versión extendida en DVD incluyen dos pistas de comentarios, una pequeña historia del cómic y algunas tomas de la cinta.[10]

### Recepción
Ghost Rider ha recibido comentarios negativos de los críticos. En Rotten Tomatoes, Ghost Rider tiene una aprobación de 27% del total de los 131 comentarios de la prensa con el consenso crítico que dice: "Ghost Rider es una mezcla ácida de histrionismo triste, juegos de palabras y el diálogo Hammy". Los resultados se reflejan en opiniones Metacritic, así, mostrando un ranking de 35 de los 100 basado en 20 opiniones críticas. Además, Michael Ordona de Los Ángeles Times y Jeannette Catsoulis del New York Times expresaron su decepción por la película, con Ordona citando las "referencias satánicas" y "juicio" elementos de carácter de Cage, y Catsoulis denota cómo Johnny Blaze es "más divertido que aterrador". Aunque Eric Alt del Chicago Tribune elogió los efectos generados por ordenador de la película, también la criticó, calificándola como una "excursión torpe y sin vida".

### Taquilla
Ghost Rider fue lanzado comercialmente en los Estados Unidos el 16 de febrero de 2007. La película recaudó $15.420.123 dólares en su primer día, mientras que gana $45.388.836 dólares para su primer fin de semana. La película ganó $52.022.908 el fin del día del Presidente de cuatro días, con un promedio por cine de $14.374 dólares de los EE. UU. en 3.619 salas de cine. Los ingresos totales de la película fueron $228.738.393 dólares en todo el mundo de los cuales $115.802.596 dólares eran de los EE. UU.

### Estreno en medios domésticos
En 2021, fue lanzada en su plataforma HBO Max, pero en marzo del 2023 fue retirada de la plataforma y tres meses después en mayo del mismo año fue lanzada en Disney+.

## Polémica por autoría
Gary Friedrich es el autor y creador original del personaje de cómics Ghost Rider. El hombre, arruinado e indigente en los últimos años, emprendió una batalla legal contra Marvel por el uso de su personaje en la película protagonizada por Nicolas Cage. La respuesta de Marvel ha sido una demanda contra el hombre cuyo fallo ha tenido lugar el 13 de febrero de 2012. Friedrich deberá pagar 17.000 dólares y jamás podrá volver identificarse públicamente como el creador del personaje.

## Secuela
La secuela, Ghost Rider: Espíritu de Venganza se empezó a rodar en noviembre de 2010 y fue lanzada el 17 de febrero de 2012. Nicolas Cage repitió su papel como Johnny Blaze y también retrató a Johnny Blaze en su forma de Ghost Rider.